# Brent Renaud
Brent Anthony Renaud (2. října 1971 – 13. března 2022) byl americký novinář, spisovatel, dokumentarista a fotožurnalista. Renaud spolupracoval se svým bratrem Craigem na produkci filmů pro servery jako HBO a Vice News a byl bývalým přispěvatelem do The New York Times. Renaud byl zabit 13. března 2022 během invaze ruských okupačních vojsk na Ukrajinu na předměstí Irpiň nedaleko Kyjeva, kde dokumentoval situaci uprchlíků.

## Životopis
Renaud se narodil v Memphisu v Tennessee a vyrostl v Little Rock v Arkansasu. Žil a pracoval v Little Rock a New York City. Brent Renaud ve spolupráci se svým bratrem Craigem produkoval sérii filmů a televizních pořadů, většinou zaměřených na humanistické příběhy ze světových míst ovládaných nepokoji. V letech 2004 až 2005 natáčeli bratři Renaudovi sérii Discovery Channel „Off to War“. Týkal se arkansaských záložníků v iráckém konfliktu a jejich rodin.
Bratři také dokumentovali války v Iráku a Afghánistánu, zemětřesení na Haiti v roce 2010, politické krize v Egyptě a Libyi, konflikty v Africe, mexickou drogovou válku a uprchlickou krizi ve Střední Americe. Získali několik cen v televizi a žurnalistice, včetně Peabody Award v roce 2015 za jejich video seriál „Last Chance High“. Bratři režírovali dokument Meth Storm, který v roce 2017 vydala společnost HBO Documentary Films. V roce 2019 byl Renaud jmenován hostujícím profesorem na University of Arkansas. Renaud v roce 2019 získal postavení Nieman Fellow. Spolu se svým bratrem byl grantem Pulitzerova centra; také založili Little Rock Film Festival.

## Smrt
Renaud byl zastřelen ruskými vojáky v Irpini v Kyjevské oblasti na Ukrajině při dokumentování ruské invaze na Ukrajinu v roce 2022. Další dva novináři byli zraněni a převezeni do nemocnice. Jeden z nich, Juan Arredondo, později tweetoval, že skupina novinářů natáčela civilisty, jak se evakuují přes jeden z mostů v Irpini, když na ně ruští vojáci zamířili a střelili Renauda do krku.
Jednalo se o první hlášenou smrt zahraničního novináře ve válce na Ukrajině v roce 2022.

## Filmografie
- Warrior Champions: From Bagdad to Beijing, dokumentární film režírovaný Brentem a Craigem Renaudovými.[15][16]